# Струльдбруг
Струльдбруг — безсмертна істота у Лаггнегг, що народжується дуже рідко. Описуються в десятій главі третьої частини книги «Мандри Гуллівера» Джонатана Свіфта.

## Опис
Іноді у лаггнежців народжується дитина з круглою червоною плямою на лобі над лівою бровою. Це означає, що дитина безсмертна, та це не скасовує старіння таких людей. Пляма має спочатку величину срібної монети в три пенси, але з часом розростається і змінює свій колір. Коли дитині минає 12 років, пляма робиться зеленою і залишається такою до 25 років. Потім її колір переходить в темно-синій і пляма збільшується у розмірі. На сорок п'ятому році життя струльдбругів пляма стає чорною, як вугілля, і збільшується до розмірів англійського шилінга. Такою вона залишається на все життя. До тридцяти років струльбурги майже не відрізняються від інших мешканців. Якщо струльдбруг одружується на жінці, подібно йому приреченою на безсмертя, то цей шлюб розривається по досягненні молодшим з подружжя 80 років. Щойно струльдбругам виповнюється 80 років, для них настає громадянська смерть. Це вік, коли всі смертні мешканці помирають. Спадкоємці негайно отримують їх спадщину. По досягненні цього віку струльдрбуги вважаються нездатними до заняття посад. У 90 років у них випадають зуби і волосся, вони перестають розрізняти смак їжі і їдять і п'ють все, що знаходять. Поступово втрачають пам'ять. Вони навіть забувають свою мову. Так вони живуть вічно.

## Характер
Струльдбруги вперті, сварливі, жадібні, похмурі і балакучі. Вони не здатні також до дружби і любові. Їх всі зневажають та бояться.

## Народження
Струльбруги можуть народитися в будь-якій сім'ї. Його народження — справа випадку. Діти струльдбругів так само смертні, як і всі люди.

## Політичні реалії
Королі Лаггенггу остерігаються, що струльбруги можуть прийти до влади, тому і ухвалили закони, що утискають права струльбругів.